# Sh2-221
Sh2-221 est un rémanent de supernova visible dans la constellation du Cocher.
Il peut être repéré à environ un degré à l'ouest de Capella, la sixième étoile la plus brillante de la voûte céleste à l'œil nu. Il est très effiloché et de faible apparence, non détectable optiquement, sauf à l'aide de filtres spéciaux, comme pour les photos à longue exposition. La déclinaison du nuage est modérément septentrionale, de sorte qu'il peut être observé facilement, en particulier depuis les régions de l'hémisphère nord, où il est circumpolaire jusqu'aux latitudes tempérées moyennes. Depuis l'hémisphère sud, la visibilité est très réduite.
La distance de la structure n'a été déterminée qu'en 2007, grâce à une étude de l'hydrogène atomique neutre, et a été quantifiée à environ 800 pc (∼2 610 al), mais avec une erreur de mesure d'environ 400 pc (∼1 300 al). Elle a d'abord été cataloguée comme une région HII, mais dans les années 1970, sa véritable nature a été reconnue. L'objet s'est alors vu attribuer les abréviations HB9 et SNR 160.9+2.6.